# Schronisko turystyczne „Mała Czantoria”
Schronisko turystyczne „Mała Czantoria” (U Jónka na Kympie, Stacja u Jónka) – nieistniejące prywatne schronisko turystyczne (stacja turystyczna) w Beskidzie Śląskim na północno-wschodnich stokach Małej Czantorii na wysokości 490 m n.p.m.

## Historia
Obiekt powstał w latach 20. XX wieku jako prywatna inwestycja Jana Cieślara. W latach 30. został zaadaptowany na gospodę z pokojami gościnnymi, stając się popularnym miejscem spacerów z Ustronia. Po II wojnie światowej schronisko było nadal czynne, a pod koniec lat 50. utworzona została stacja turystyczna oddziału Polskiego Towarzystwa Turystyczno-Krajoznawczego w Cieszynie. W 1967 towarzystwo przekazało zarząd obiektu Miejskiemu Ośrodkowi Sportu, Turystyki i Wypoczynku w Ustroniu, który to dokonał zmiany wyposażenia obiektu. MOSTiW zarządzał schroniskiem do końca lat 70. XX wieku. Wówczas też – w 1979 – zmarł Jan Cieślar, pozostawiając budynek żonie i córce. Później obiekt był wykorzystywany przez ruch oazowy. W 1984 budynek kupiła Fabryka Zamków Błyskawicznych „Zampol” z Cieszyna, która chciała na jego bazie stworzyć ośrodek wypoczynkowy. Ostatecznie budynek rozebrano w 2000.